# 彰化西門福德祠
彰化西門福德祠，又稱大西門福德祠，位於臺灣彰化縣彰化市，是主祀福德正神的廟宇。於民國74年（1985年）11月27日公告為三級古蹟，後改為縣定古蹟。彰化縣城內除西門福德祠外，亦有北門、南門、東門福德祠，但均已改建。
該廟除主祀福德正神外，還供奉有聖王公（廣澤尊王）與註生娘娘。

## 沿革
西門福德祠的興建時間欠缺史料記載，但可知在乾隆四十六年（1781年）由鄉紳重修前已存在，且是有正殿與拜殿的廟宇。清道光二十八年（1848年）時彰化發生大地震，西門福德祠的正殿因而受損，西街信士陳庇隔年捐資修建正殿。後來在光緒七年（1881年）時由總理陳上流倡議，並邀請其宗親陳振聲、陳春煙及何秋華、余上論等人重修西門福德祠，此次重修中將正殿增高，拜殿及廂廊則依舊制修復。
日治時期彰化市進行市區改正時，因拓寬西門大通（今中華路）而拆除了部分的西門福德祠建築，廟宇也往後遷移。

## 文物
西門福德祠內有清乾隆四十六年（1781年）由西街信士所獻「福溢通濟」匾，而在正殿兩旁有記載了清光緒七年（1881年）重修情形的「大西門重修福德祠碑記」及「大西門重修福德祠捐題牌記」二塊木製碑文，又正殿神龕前有道光十六年（1836年）由信女黃門沈氏所敬獻的石製香爐。

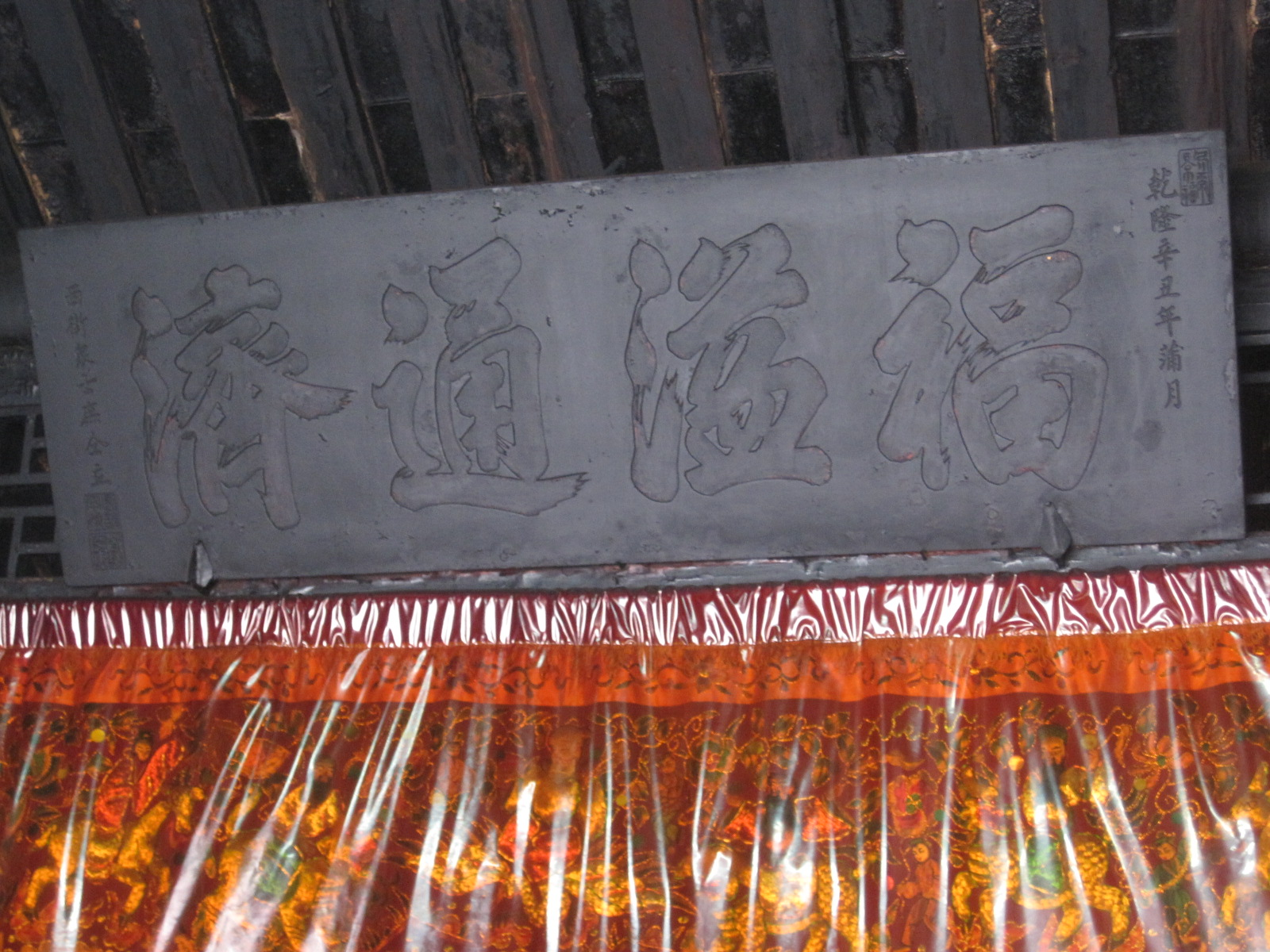
「福溢通濟」匾
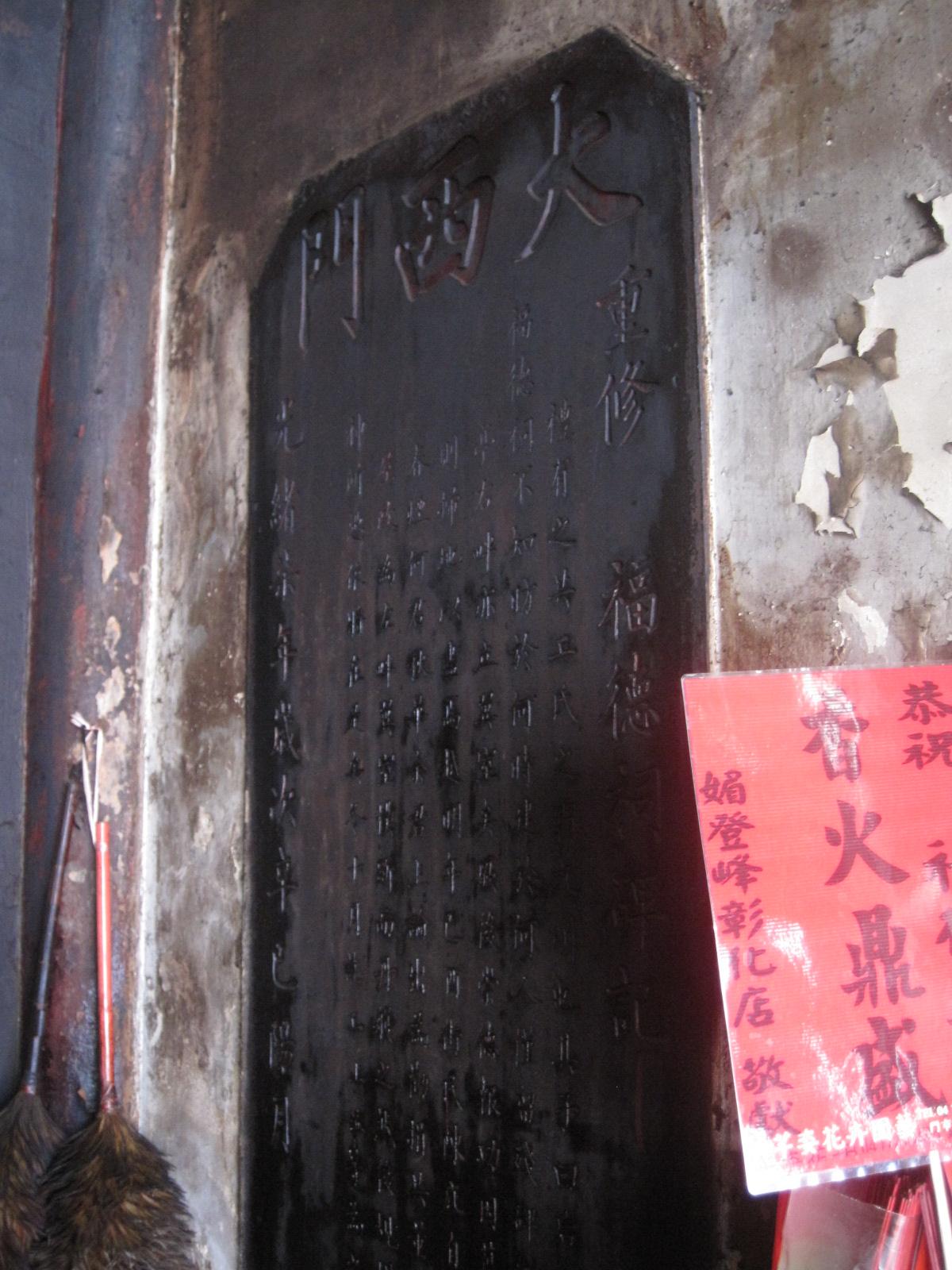
大西門重修福德祠碑記
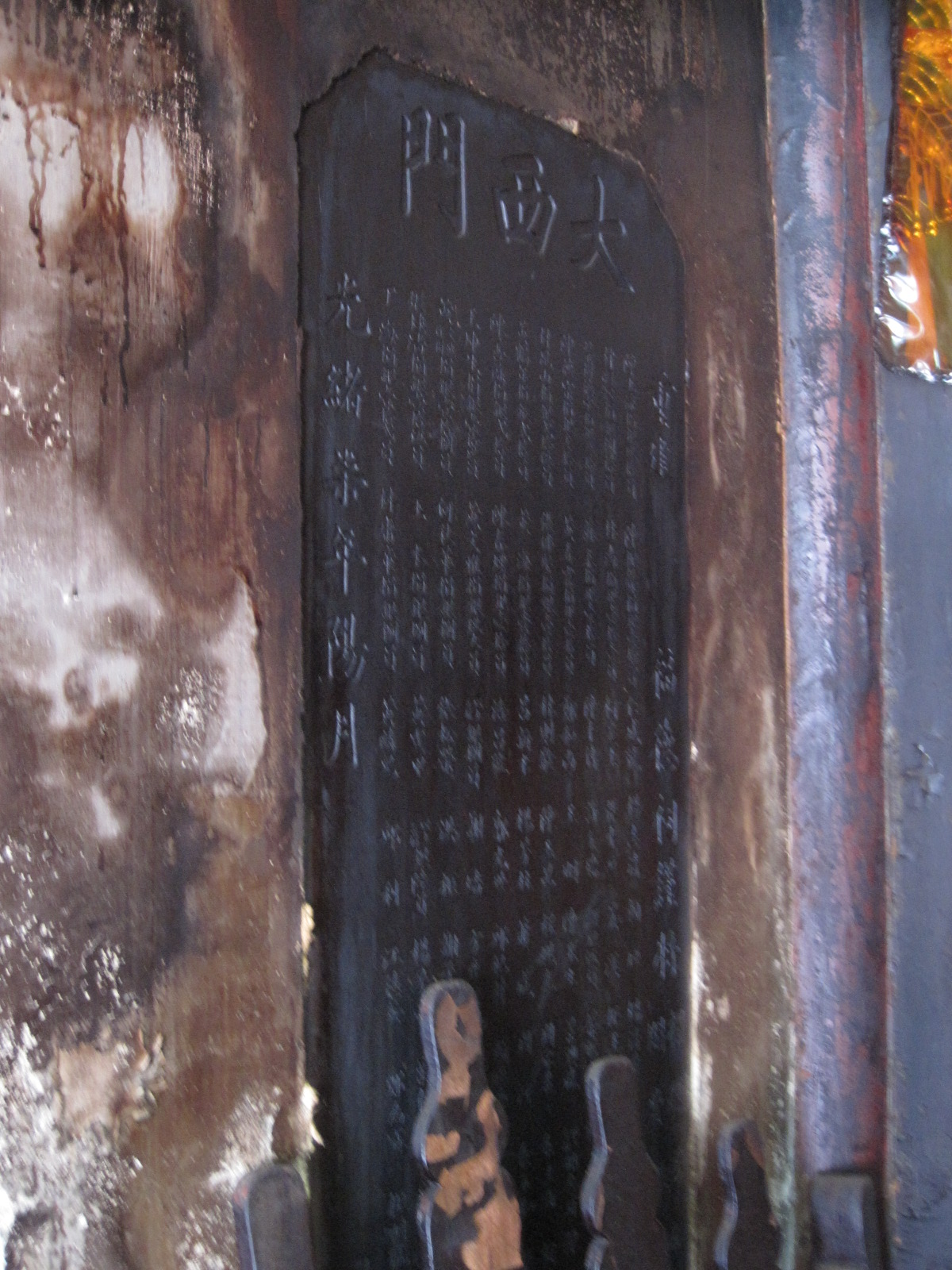
大西門重修福德祠捐題牌記
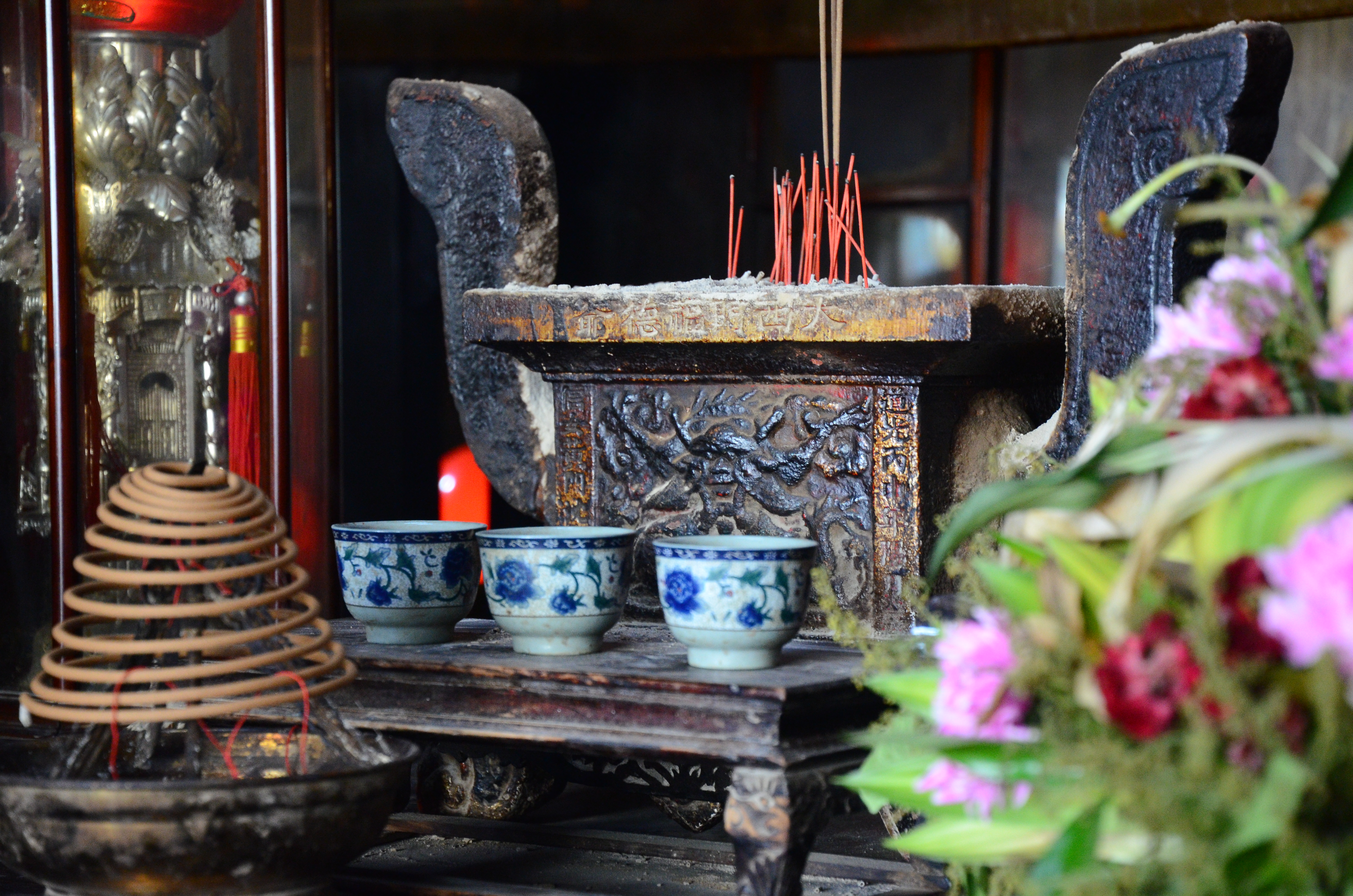
古香爐